# Sân bay Monbetsu
Sân bay Monbetsu (紋別空港 Monbetsu Kūkō) tên gọi khác Okhotsk Monbetsu Airport (オホーツク紋別空港 Ohōtsuku Monbetsu Kūkō) (IATA: MBE, ICAO: RJEB), là một sân bay hạng 3 ở Nhật Bản, nằm cách Monbetsu, Hokkaidō, Nhật Bản 3,8 NM (7,0 km; 4,4 mi) về phía đông nam of.

## Các hãng hàng không và điểm đến
| Hãng hàng không                           | Các điểm đến               |
| ----------------------------------------- | -------------------------- |
| All Nippon Airways operated by Air Nippon | Tokyo-Haneda               |
| Hokkaido Air System                       | Sapporo-Chitose [seasonal] |